# 雨飾山

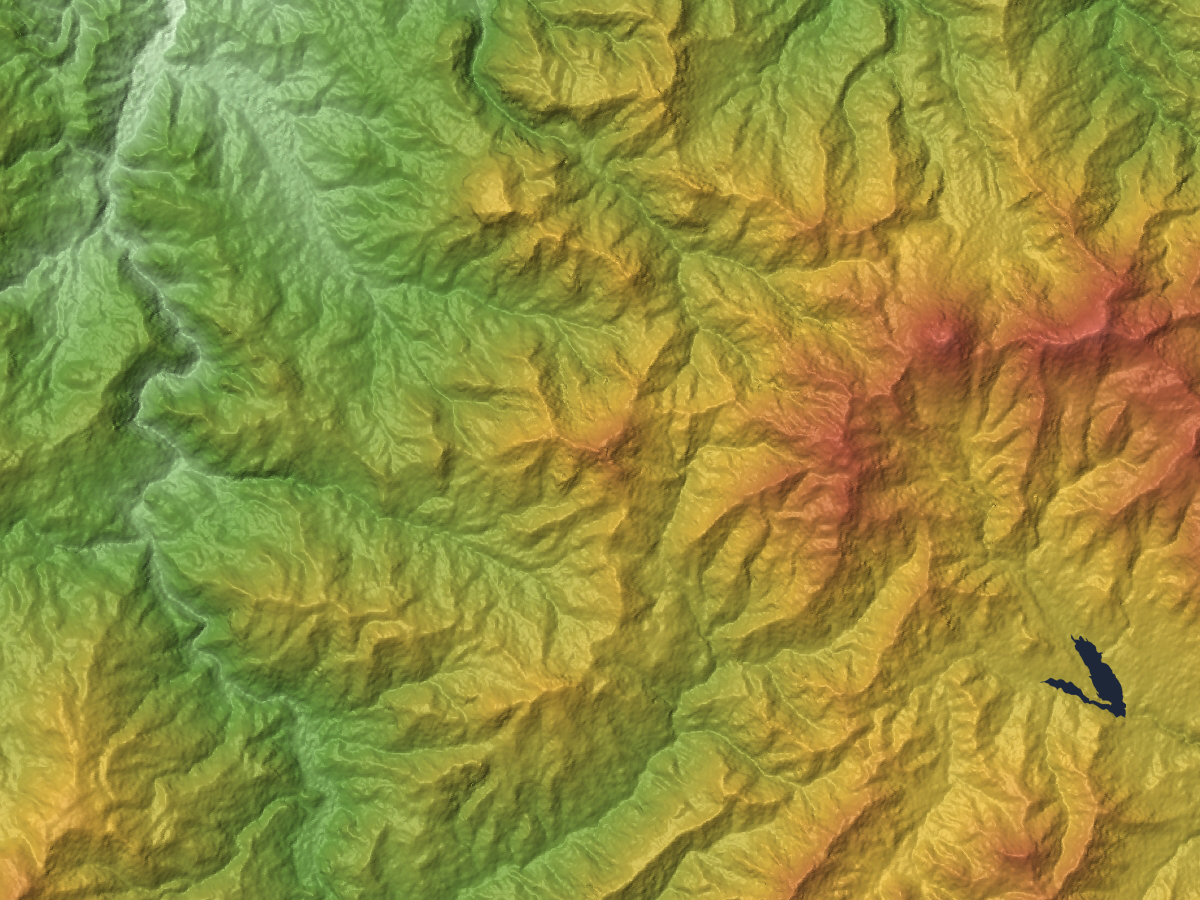
雨飾山周辺の地形図。画像の中心が山頂

雨飾山（あまかざりやま）は、長野県北安曇郡小谷村と新潟県糸魚川市との県境にある、標高1,963.2 mの山。妙高戸隠連山国立公園の西端にあり頸城連峰に属している。

## 概要
深田久弥が選定した日本百名山のひとつ。山名は雨あるいは天を祀る意味の「アマ山」から来ているとする説や、双耳峰で「両飾山」や「両粧山」と呼ばれていたが「両」が「雨」になったという説もある。
山頂は360度の展望があり、二等三角点が設置されている。「猫の耳」と呼ばれる双耳峰となっており、南峰には標柱と三角点が、北峰には石仏が並ぶ。これらの石仏が北に向いているところから、元々は越後、日本海側の信仰の山だったと推測される。

## 登山
登山口は新潟県側、長野県側いずれにも存在する。
新潟県側の登山道は、根知川上流の雨飾温泉から神難所沢と鉱度倉沢を分ける薬師尾根を登るもので、距離は短いが、そのぶん急登の連続である。現在は尾根の末端から登られるが、もとは鉱度倉沢をたどり、中ほどにあるヨケジの滝を右岸から巻いてから左岸に支尾根にとりつき、藥師尾根上に出ていた。深田久弥は初め、新潟県側からの登頂を試みたが、道を失い、途中で断念したことを自著『山頂山麓』に記している。
長野県側の登山口は小谷温泉から歩いて約45分の雨飾高原キャンプ場にある。雨飾高原キャンプ場までは車道も整備されており車で約10分である。この登山口を起点に、山頂から南に伸びる尾根の東南東方向に派生する小尾根を乗っ越し、標高1,445 m地点で大海川の荒菅沢を渡り、雨飾山の北東に位置する1,894 m峰への支尾根を登り、稜線伝いに行くのが一般コースとなっている。この登山道ができるまでは、大海川の中を歩いて行くしかなかった。深田久弥も「布団菱」の下を回り込むように荒菅沢本谷をつめて登頂しているが、このコースを最初にたどったのは、おそらく冠松次郎であろう。小谷村大網からのコースもあるが、登山者は少なく、むしろ春の山スキーで使われることが多い。
雨飾山の南方には大渚山という峰があり、標高は高くないが、独立峰として突出していて、東側から見た容姿がとくに印象的な山で、雨飾山入口や鎌池を過ぎ、道の舗装が砂利に変わる地点にある湯峠から登山に入ることができる。
南側のピークから見下ろす笹平には、山頂へとつながるクライマックスの道がついている。登山道を目でなぞってみると、それが女神の横顔のように見える。

### 登山口へのアクセス
新潟県側、長野県側とも、登山口には駐車場が整備されている。
公共交通としては、新潟県側は予約制乗合タクシー、長野県側は小谷村営バスによって登山口へのアクセスが図られている。
紅葉時期の登山者の増加に伴い、鎖場での渋滞や、登山口に至る林道への大量の路上駐車とそれに伴うすれ違い困難の発生など危険な状態が多発していたことから、2021年（令和3年）秋には「午前8時以降の入山禁止」「登山届の提出徹底」「登山者への指示指導」などの入山規制や、林道での駐車禁止などの交通規制が行われた。

## ギャラリー

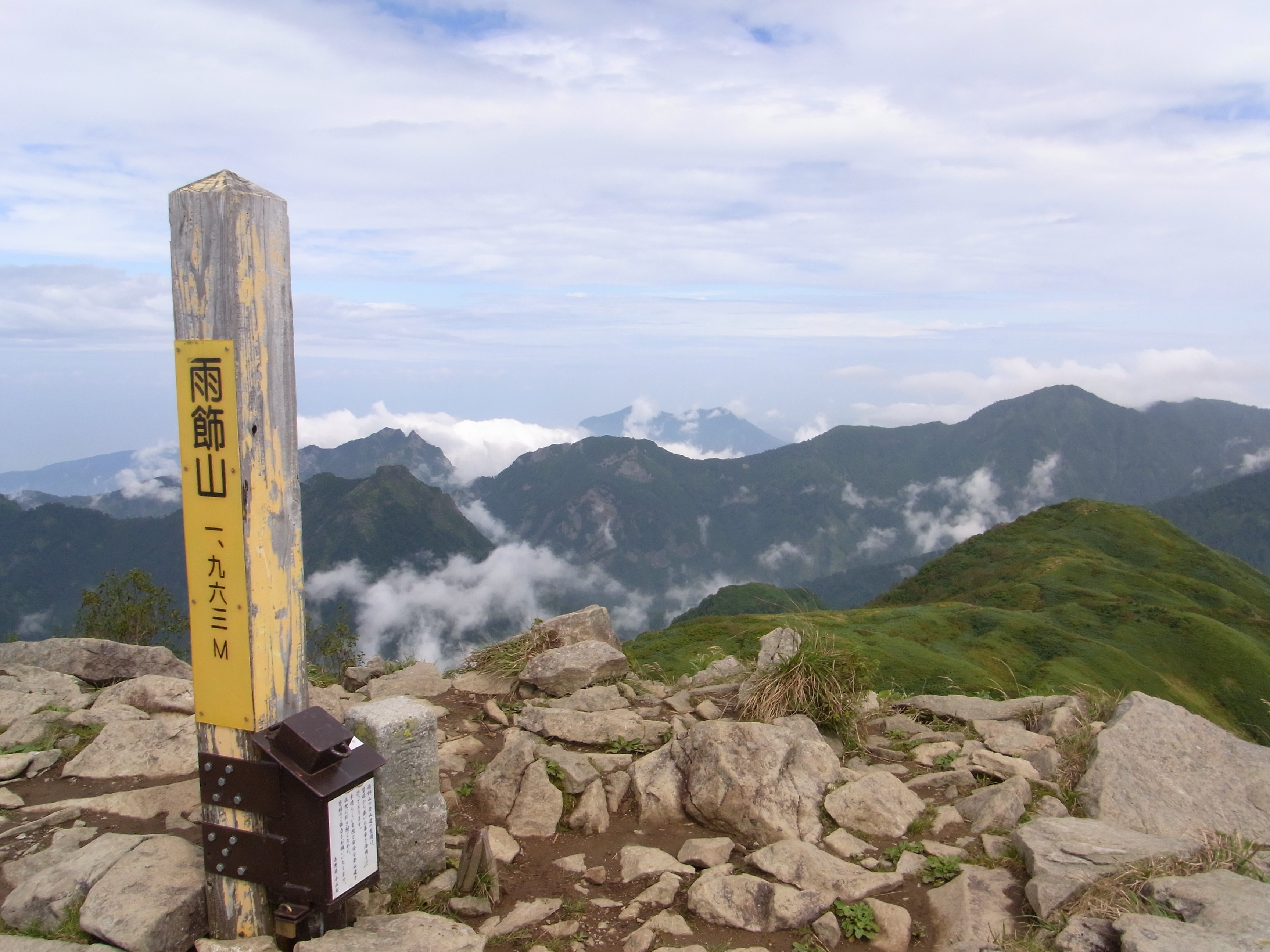
雨飾山の山頂
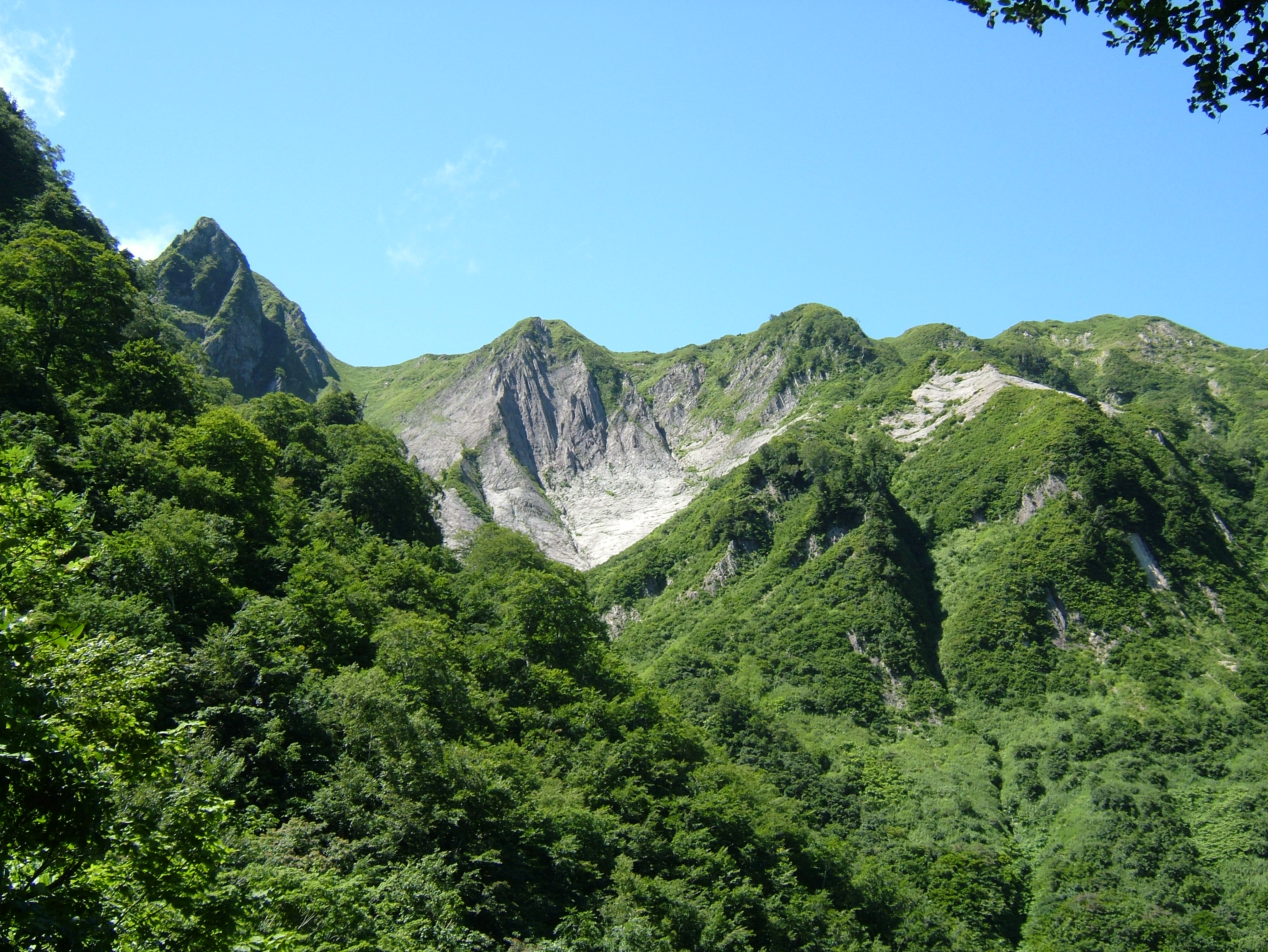
布団菱（岩壁名）
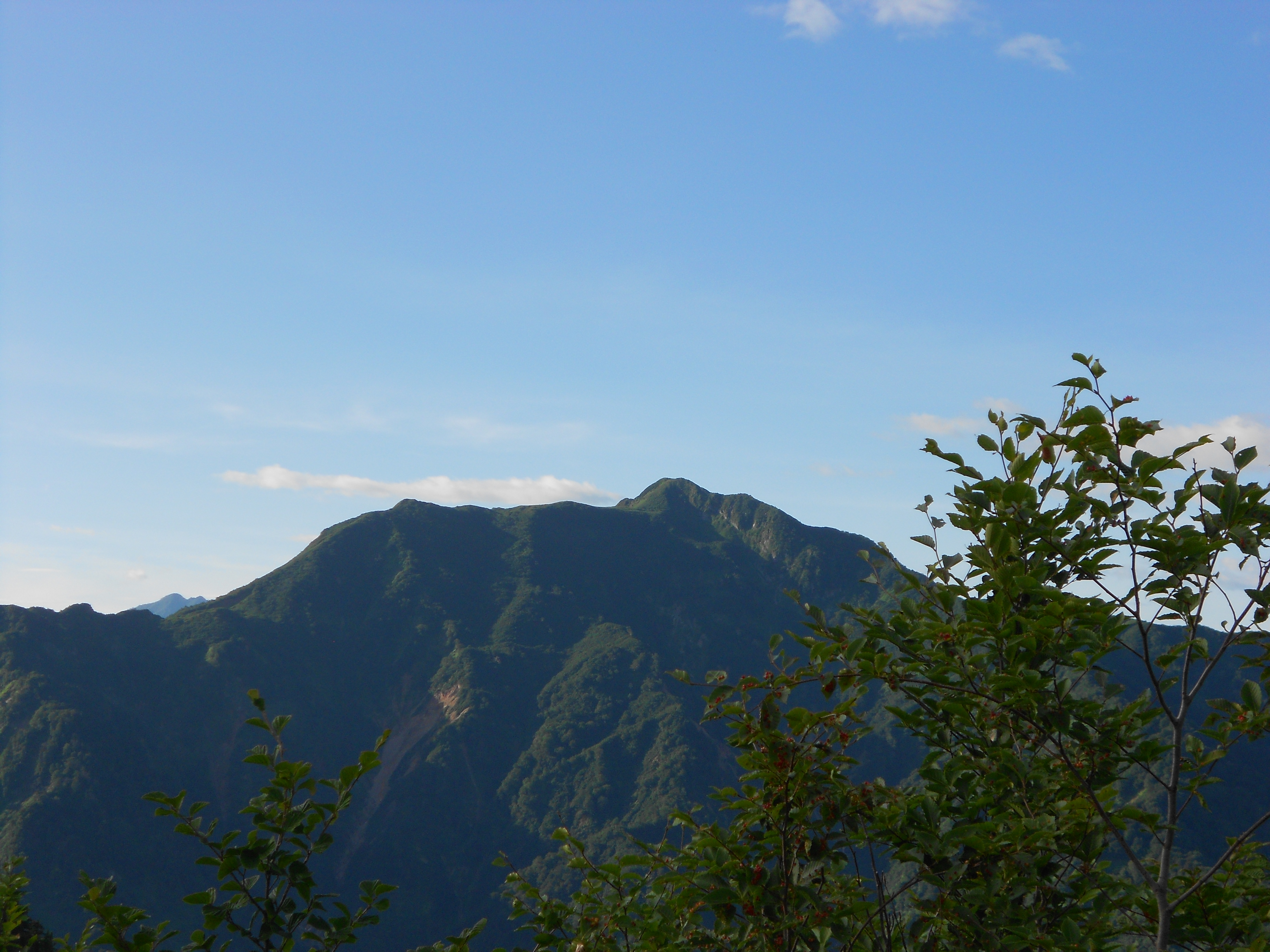
頸城駒ケ岳より
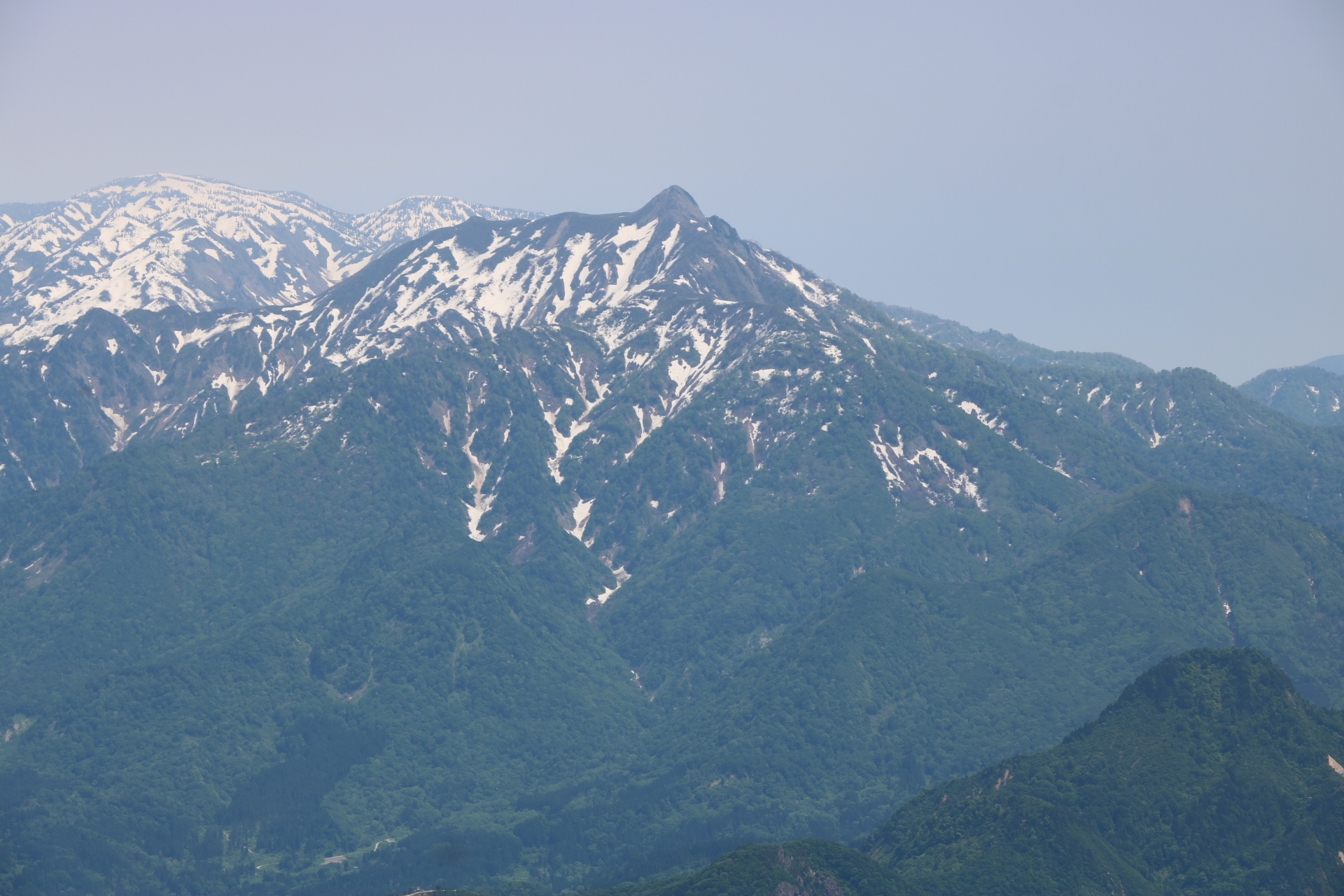
明星山より
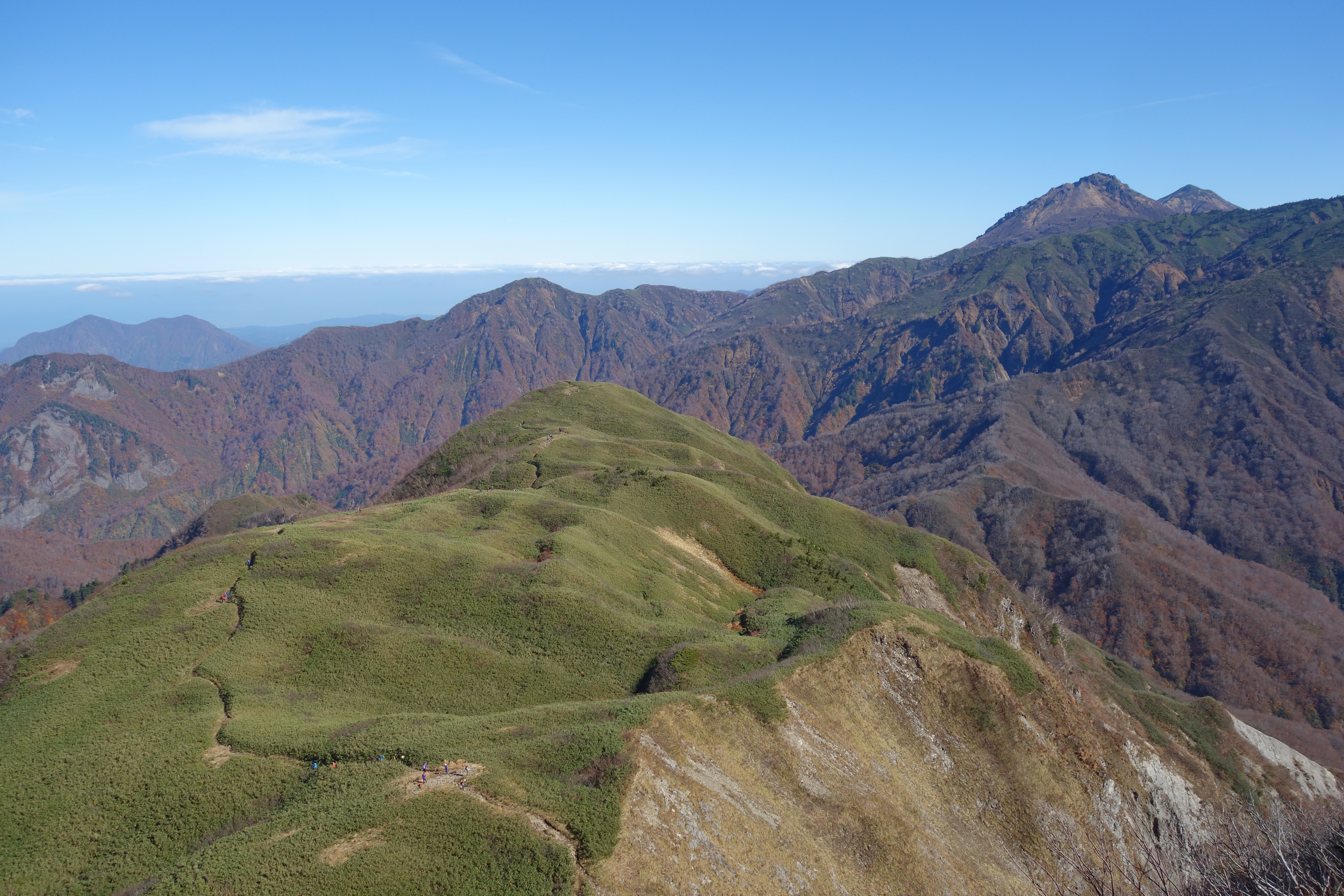
雨飾りの乙女（女神）と呼ばれる道
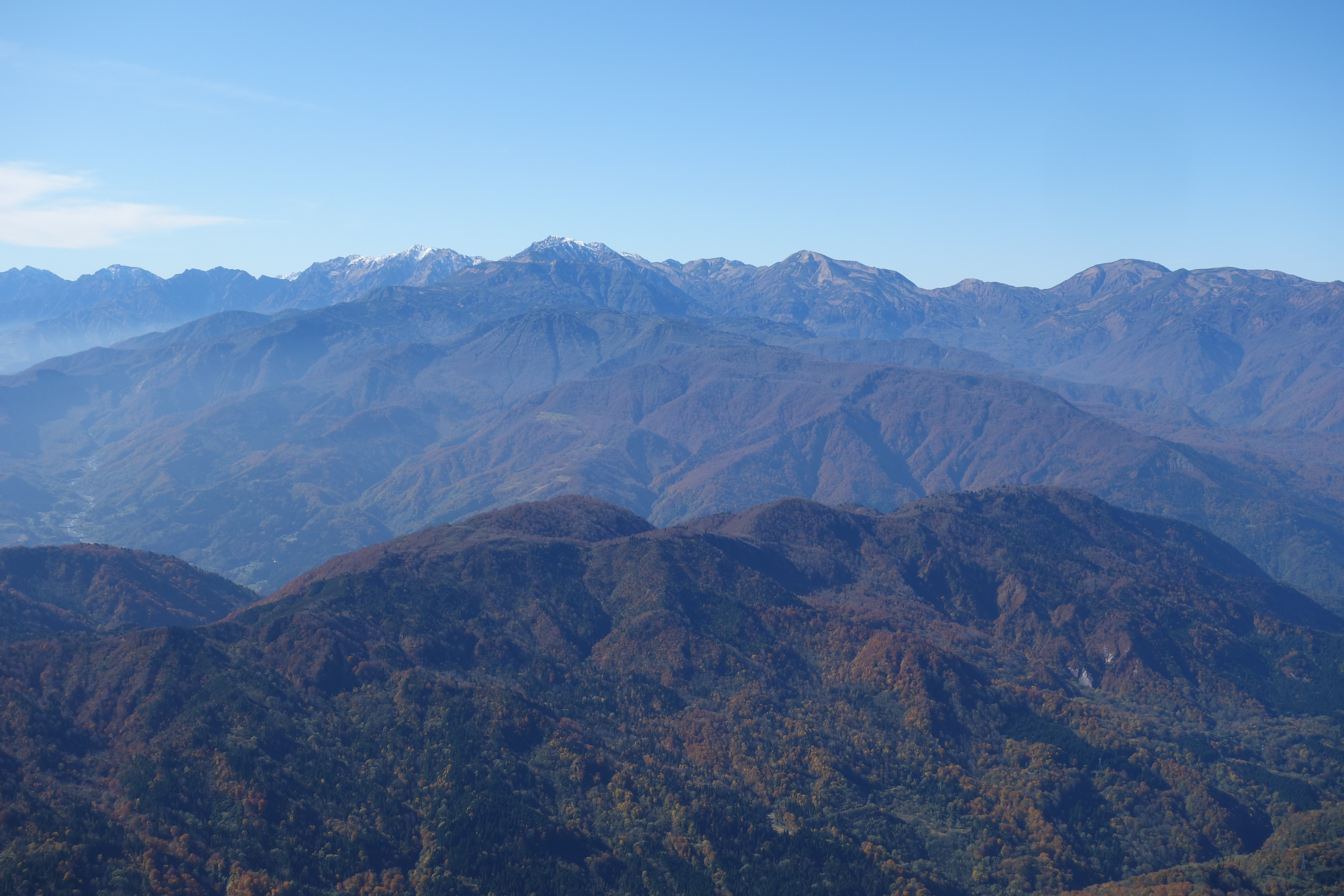
雨飾山から白馬三山
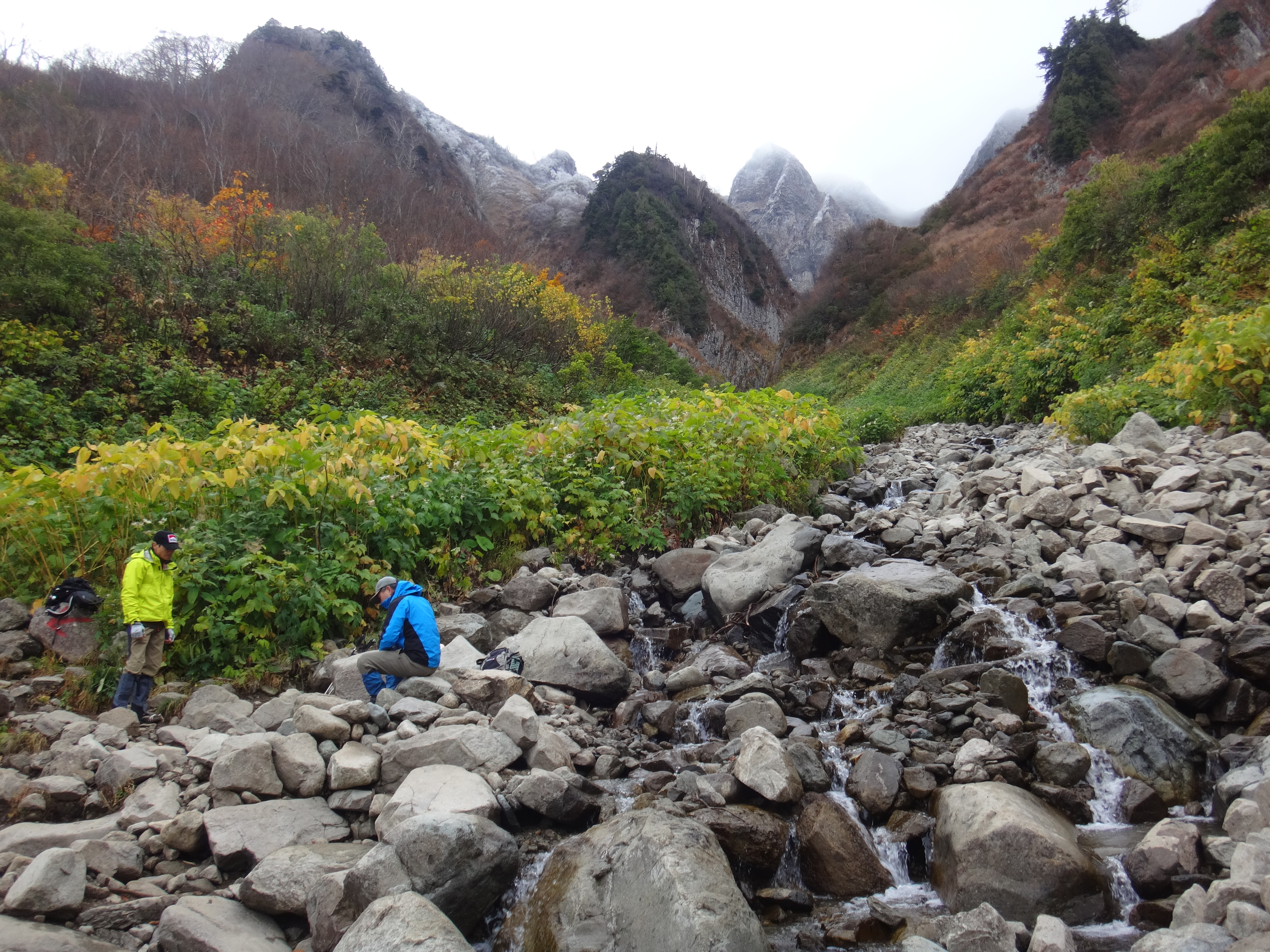
紅葉の荒菅沢

## 関連文献
- 深田久弥『山頂山麓』青木書店、1942年。
- 深田久弥『をちこちの山』山と渓谷社、1952年。
- 深田久弥『わが愛する山々』新潮社、1961年。
- 深田久弥『日本百名山』新潮社、1964年。
- 冠松次郎『破片岩』耕進社、1933年。
- 三田尾松太郎『幽山秘峡』富山房、1942年。
- 蟹江健一、渡辺義一郎 著『雨飾山と海谷山塊：われらが希望の山々』恒文社、2008年。